# Anapisa mariae
Anapisa mariae är en fjärilsart som beskrevs av Abel Dufrane 1945. Anapisa mariae ingår i släktet Anapisa och familjen björnspinnare. Inga underarter finns listade i Catalogue of Life.